# Ptiloglossa pallipes
Ptiloglossa pallipes är en biart som beskrevs av Heinrich Friese 1908. Ptiloglossa pallipes ingår i släktet Ptiloglossa och familjen korttungebin. Inga underarter finns listade i Catalogue of Life.